# 艾爾之光
《艾爾之光》是韓國遊戲公司KOG Studios研發的一款奇幻歷險大型多人線上角色扮演遊戲，主打賽璐璐風格橫向卷軸的動作遊戲，因其開發團隊與美術風格相似，普遍被視為是《永恆冒險》的姊妹作。但KOG官方曾說明兩個世界觀之間並無關聯。

## 故事
自從艾爾之石出現，世界再也沒有黑暗、死亡。因此人類將艾爾之石出現的日期命名為「艾爾誕生日」，每年艾里奧斯的人們都會舉行盛大的祝祭慶典，慶祝艾爾帶來的光明、生命與能量。艾爾誕生日的當天，艾爾將會吸收所有自然能量，並且將自然能量做最穩定的發揮，此時，所有的生物開始停止生長並且陷入睡眠狀態。 經過400年之後，第400次的艾爾的祝祭慶典即將來臨，黑暗力量蠢蠢欲動，幾位利慾薰心的人類，希望趁著大家歡欣鼓舞沉浸在祝祭當中，悄悄地侵入神殿，企圖奪走艾爾之石。
他們所率領的邪惡兵團與神殿守衛隊展開了激烈的攻防戰，守衛隊雖然拼命抵擋，但最後仍不敵邪惡兵團的龐大力量，一陣兵荒馬亂的過程當中，艾爾之石不慎遭受到劇烈的攻擊，艾爾之石突然發出一聲巨響，轟然碎裂，在一陣激烈的光芒後，粉碎的艾爾之石散落在整個艾里奧斯大陸上。
失去艾爾之石的保護，艾里奧斯大地頓失光明，陷入黑暗之中，所謂的國家也跟著變成四分五裂的狀態。
人類開始將所有的時間與精力花費在尋找可以代替艾爾之石龐大能量的替代品上，但是最佳的能量來源仍為「艾爾之石碎片」，因此每個小國都以碎裂的艾爾為中心，各自加強守衛隊的攻擊與防護能力，各自爭奪著艾爾之石碎片以加強國力，並且靜靜地等待艾爾之石的重生。但當初破壞艾爾之石的邪惡力量實在太過強大，艾爾碎片數量無法計算，散落在世界各處，大地上的生物有些無法承受這突然的改變，原本溫善的個性卻變成暴躁且對其他生物充滿惡意，像是噗魯、或是巨大化的蜂蜜跟蘑菇跟猴子，四處危害人類的安全。
為了重現“艾里奧斯”的榮景及光明世界，班德王國組織了一支隊伍「艾爾搜查隊」守護並找散落在各地的艾爾之石碎片，而故事中的主角們，艾索德、蕾娜、愛莎，在他們的旅途上布滿了未知的危險跟困難等著他們，這一切都是為了早日恢復艾里奧斯大陸的光榮，這支精英冒險部隊正是“艾爾搜查隊（艾爾之光）”！

## 登場角色

### 艾爾搜查隊
艾索德（Elsword，엘소드）　聲：（日）鈴村健一；（韓）鄭裕美
武器：大劍
年齡：13（0轉） > 15（1轉） > 16（2轉） > 18（第一支線至第三支線3轉）/不明(第四支線3轉)
生日：12月27日
血型：B型
本故事主角，手持比自己的身高還要巨大的大劍作為武器。
姊姊艾爾莎（Elsa，後改名愛利西斯）是王國部隊中堪稱無敵的女戰將，同時也是是紅色騎士團的團長，因此從小就在跟親姊姊對戰中長大，後來姊姊為了更大的夢想而離開艾索德，並加入王國的艾爾搜查隊，不過她從來都不承認艾索德的實力。為了得到姊姊的肯定，艾索德決定成為最強的艾爾搜查隊團長，並積極鍛鍊自己的劍術，立志要成為艾爾搜查隊的一員，在他的努力下，終於成為艾爾搜查隊中最年輕的成員。
個性火熱積極，有時還會不經意的忽略他人（例如愛莎），但是他保護同伴的決心卻是堅強而不可動搖的，而對於許多身分存有疑慮的人（例如雷文和伊芙），卻都能毫無保留的接納、視為同伴。
該角色的創作根據KoG工作室製作的另一個遊戲《永恆冒險》的愛利西思·賽格特，KOG官方特別在永恆冒險人物介紹中新增艾索德這個詞條。
為下一任太陽主宰者。
愛莎·藍塔（Aisha  Landar，아이샤）　聲：（日）釘宮理惠；（韓）李秀英（遊戲）、鄭惠援（動畫）
武器：法杖、魔力
年齡：15（0轉）> 17（1轉）> 18（2轉） > 20（3轉）
生日：12月27日
血型：A型
本故事女主角之一，本來是一名天賦異秉的天才魔法師，12 歲的時候就得到了大法師的稱號及魔力，但是卻遭到藍塔家族世代尋找的韋薇爾戒指吸光身上幾乎所有的魔力，其強大的魔力間接造成了魔王復甦與魔族入侵。後來從同為魔法師的爺爺（庫安波蘭·藍塔）那裏聽說艾爾之石似乎有可能解釋她魔力的去處，因此踏上搜尋艾爾之石的路途，並因此遇上正在尋找艾爾之石的艾索德。
活潑好動、好說話、缺乏耐心，因為身為「前」天才魔法師而顯得自傲自負，因此當被艾索德有意無意的忽視或其他意見不合時，會生氣的與艾索德鬥嘴，可是本性其實很善良。使用的魔法對敵人具有強大的魔法攻擊力，堪稱雜兵清路機。怕鬼跟蜘蛛（副本結算對話）。
該角色的創作根據KoG工作室製作的另一個遊戲《永恆冒險》的亞莓·格蘭絲特，但愛莎踏上冒險的原因是找尋自己失去的魔力，不像亞莓一樣為了自己的慾望去尋找卡查伊斯切磋，在初始的《艾爾之光》中，愛莎的預定名稱也是 Arme，但該名稱最後報廢。
蕾娜‧艾蘭黛（Rena Erindel，레나）　聲：（日）堀江由衣；（韓）鄭美淑
武器：弓箭與體術
年龄：不詳
生日：不詳
血型：不詳
本故事女主角之一，弓箭手，是居住於魔法森林中的精靈族神射手。由於精靈族因為艾爾之石的衰弱而感到憂慮，她接受長老的委託踏上搜尋艾爾之石的路途。在不經意間聽見班德斯偷竊艾爾之石的計劃，並在追蹤時遇上了艾索德與愛莎，隨後為了奪回艾爾之石而加入艾索德一夥。
個性樂觀冷靜，能夠從容自如的處理各種突發狀況，雖然她本人絕不提及，但是她驚人的年齡所累積的經驗是戰鬥中的一大寶貴資產。善使弓箭在遠距離放倒敵人，但是假如遇到敵人近身則能改用快速的踢技將敵人擊破，是一個遠近皆可的多元職業。
跟雷文的未婚妻雪莉長得非常像。
該角色的創作根據KoG工作室製作的另一個遊戲《永恆冒險》的利樂·埃利維爾，在早期的《艾爾之光》，蕾娜的預定名稱也是 Lire，但該名稱最後報廢。
雷文‧喀隆威（Raven Cronwell，레이븐）　聲：（日）宮野真守；（韓）朴成泰
武器 : 納斯德之手、單手劍刃
年紀 : 24（0轉）> 26（1轉）> 27（2轉） > 29（第一支線至第三支線3轉）/不明(第四支線3轉)
生日：5月8日
血型：AB型
本來是效忠於班德王國的克勞爾傭兵團隊長，但是卻遭到忌妒他的朋友誣陷，因而身陷牢獄待斬，但在行刑前一晚被他的隊員和未婚妻救出，可是最後依然遭到班德的追擊隊伍圍剿而全數覆滅。失去左半邊身體的後被路過的納斯德使者帶回，並且受到納斯德與人體結合的實驗，改造為擁有納斯德左手的半人類。
受到仇恨的驅使與體內安裝的納斯德裝置所控制，他轉而向納斯德王國效忠，指揮飛行戰船「闇黑克勞爾號」，前往大陸各地侵略，造成極大的破壞。但在與艾索德的戰鬥中，終於從控制裝置脫離，面對自己造成的破壞悔恨不已，決心以幫住艾索德尋回艾爾之石、恢復大陸和平安全為己任。
個性冷默寡言，但是內心充滿了熱血與犧牲奉獻的精神。對於班德斯的身分似乎有模糊記憶，使他想起傭兵時期好像有個常躲在洞穴的夥伴。戰鬥時擅使疾速無匹的劍法，同時納斯德之手也擁有高強的瞬間破壞力，風格迅速豪邁而且發展非常全面。
該角色的創作似乎是根據KoG工作室製作的另一個遊戲《永恆冒險》的拉思.伊索雷特。
雷文同時有一隻機械手臂並讓雷文陷入極度的忿怒和錯亂，就像卡查伊斯控制拉思去做可怕的事一樣。
跟拉思一樣，雷文不只是玩家可以使用的角色，同時也有在劇情中作為BOSS登場過。
伊芙·納斯德（Eve，이브）　聲：（日）能登麻美子；（韓）禹貞新
武器：纳斯德核心，電磁核
年齡：不詳
生日：不詳
血型：不詳
納斯德女王，是納斯德王族僅存的一個苗裔，本來沉睡於機械艙中，但是卻被偶然的艾爾之力爆發喚醒。在面對納斯德王國已經傾滅和自己是最後一個納斯德皇族後裔的事實後，意圖重建納斯德王國，在找到了一些尚在運轉的納斯德裝置後，把自己再度封存，並將能量轉至生產複製電路來製造納斯德以再度喚醒自己（根據主線劇情中納斯德之王所述，伊芙本身是由厄泰拉的納斯德中樞AI亞當所建立、具有人格的人型代碼備份庫）。
然而日後被喚醒時發現這些裝置已經艾索德等人破壞，無望之下輾轉加入艾索德等人，要尋找艾爾之石以復興納斯德一族。
同時認為瓦利系列機器人仿造的納斯德技術過低、只能做出簡單動作，拒絕與之相提並論。雖然本身是機器也沒有安裝情感電路，但是豐富的人工智慧促使她逐日發展自己的個性，偶爾她也不明白自己身上出現的許多種情緒。戰鬥時使用兩個漂浮的納斯德核心攻擊敵人，本身也能成為兵器或召喚納斯德援軍，多元的技能使她在戰鬥時擁有許多種選擇。
伊芙原本的基礎職業名稱為召喚，但是在某次更新中改為了另一個代碼。
該角色是根據KoG工作室製作的另一個遊戲《永恆冒險》中的瑪琳·明·歐納特所創。
普林斯·賽克/澄（Prince Seiker/Chung，청）　聲：（日）澤城美雪；（韓）梁靜花
武器： 火神砲
年齡：13（0轉）> 15（1轉）> 16（2轉） > 18（3轉）
生日：12月5日
血型：A型
來自塞納斯公國的騎士護衛隊成員，出生於世代擔任騎士護衛隊的賽克家族，擁有最優秀純正的騎士血統。賽克家族的每一位騎士都身負保衛帝國皇室的重責，永遠豎立於戰場的最前線，心中無所畏懼，摧毀每一個威脅公國的敵人，而父親哈伯特·賽克更是被稱為「哈梅爾的白色巨神」的強大騎士。但隨著魔族入侵，父親也在多次戰鬥中被黑暗侵蝕內心，轉而投效魔族。澄毅然帶領軍隊反擊卻節節敗退，本人也在面對父親時而身受重傷，在這絕望之際卻意外得到了艾索德一行人與紅騎士團的協助，得以堪堪抵擋住敵人。
為了拯救父親與國家，在傷癒後毅然加入艾索德的行列。戰鬥力量來自以水之艾爾碎片加工而成的守護石，構成足以抵擋所有魔物的銀白鎧甲「波雷多利亞」，手持足以代表公正、超級毀滅性的破壞武器「火神砲」，是令人人畏懼的敵手。
從小就比同龄人懂事且不善於表達感情，本是個乖巧的孩子，但因戰鬥犀利、强勢而常常被誤解。魔族入侵時，親眼看見周圍的人被魔族殺害，從而產生了對自己的信念：「絕對不會再讓無辜的人在自己面前受傷了」。
「澄」其實是他的小名，本名為普林斯·賽克。
艾拉·韓（Ara Haan，아라 한）　聲：（日）佐藤聰美；（韓）余敏靜
武器：長槍，韓家族武術
年齡：17（0轉）> 19（1轉）> 20（2轉） > 22（3轉）
生日：12月20日
血型：O型
世代守護九尾狐的武術族人。家族素來注重禮儀，並且個個身懷家傳的獨門武術。在溫婉女孩外表之下，是槍法精湛的武術家。在通過和九尾狐簽訂契約後，得到九尾狐的力量，使用九尾狐力量後，會變身成具有冰屬性外觀的第二人格。
有一天，身為北方帝國首都守衛隊長的同父異母的兄長"阿煉"因受到侵略國家的魔族暗黑艾爾的關係而被魔族化，並以"毀滅伯爵-蘭"這個名字重新回到村莊（其實是阿煉被蘭佔據身體，不過阿煉的意識還在），並將"月之艾爾"帶走，解放了魔族。隨著村莊的沒落，艾拉知曉了家門為"守護靈水的武人世家"之後，在一次偶然的機會下遇見了封印在祭壇內神聖九尾狐"銀"，且讓九尾狐一部分的靈魂得到了解放。但因為髮簪內強大咒術的影響，九尾狐處在無法讓肉體具現化的狀態… 九尾狐為了完全解開自己的封印，需要得到強大的艾爾力量，因此與艾拉約定，將自己的力量借給艾拉，艾拉也為了拯救親哥哥，便決定與九尾狐一起踏上旅程。
艾拉聽說哈梅爾被魔族入侵了，隨即來到了哈梅爾。但是她來的太晚了——她只找到了零星的魔族。她很快就在水之神殿碰到了克麗絲。有了九尾狐的力量以後，艾拉打倒了克麗絲，克麗絲因此逃跑。當艾拉處於狐仙境的時候，艾爾搜查小隊誤打誤撞的殺了過來，差點把艾拉也當成魔族。解除誤會之後，艾索德告訴艾拉他已經和魔族戰鬥過了，並且蘭已經從水之神殿逃跑了。艾索德邀請艾拉參與艾爾搜查隊，以便再次碰到蘭。艾拉同意了，她寄望於艾爾搜查小隊盡快的找到她的哥哥，以及找回月之艾爾。
跟KOG工作室另一個遊戲《永恆冒險》中的琳一樣一轉轉職可選光暗兩個方向走。

### 其他可使用角色
愛利西斯（Elesis，엘리시스）　聲：（日）井上麻里奈；（韓）雲有京
武器：重剑、基本的火焰魔法
年齡：16（0轉）> 18（1轉）> 19（2轉） > 21（3轉）
生日：8月21日
血型：O型
原名艾爾莎（Elsa，改名為愛利西斯），紅騎士團的團長，艾索德的姐姐，個性勇猛且善於謀略，很關心自己的弟弟，能為弟弟做任何事，她的劍術是從父親學來的，她很快就能掌握父親的劍術，並改善轉換成自己的東西，雖然跟弟弟一樣使用雙手劍，但卻是敏捷型的，同時利用火焰魔法來輔助自己的劍術攻擊，愛利西斯不滿意她在魔奇的訓練，所以她在這個廣大的世界四處旅行，並成為了一個更強大的劍士，她返回到魔奇三年，贏得「紅髮的女劍士」的稱號之後回來觀看艾索德的進展。回國後，被魔族的軍團長伏擊，在艾索德的幫助下，擊敗了魔族軍團長，知道惡魔將會返回，愛利西斯成為班德王國騎士捍衛她的弟弟和擊退所有即將到來入侵艾里奧斯大陸的魔族。
為下一代艾爾神女。
喜歡收集少女飾品。
該角色的創作根據KoG工作室製作的另一個遊戲《永恆冒險》的愛利西思·賽格特，擁有相似的背景故事，但是，兩個愛利西思各自有著不同的背景故事。
艾迪/艾德華·格涅諾瓦/ADD（Edward Grenore/Add，애드）　聲：（日）木村良平；（韓）鄭載憲
武器：納斯德發電機，電子回路
年齡：16（0轉）> 18（1轉）> 19（2轉） > 21（3轉）
生日：1月2日
血型：AB型
出生在一個世代研究納斯德的家庭裡，他的所有親友因為研究了納斯德的禁忌而被捕殺害，他被抓去充當奴隸時，掉進了一個古代圖書館裡並因此被困。幸運的是，圖書館裡有穩定的食物來源，並含有大量關於納斯德構造研究的書籍，耗盡所有的時間來攻讀這些書，並等待機會逃脫。根據掌握的知識，用圖書館裡殘碎的納斯德碎片打造了“納斯德發電機”。依靠著納斯德發電機的力量，他成功的從即將倒塌的圖書館中逃脫出來。但因為被困太久，渴求於新鮮的事物，所以他瘋狂的尋找最新的、珍稀的代碼。在他尋找代碼的過程中，他發現納斯德這個種族不復存在，曾經掉進的圖書館有扭曲時空的力量，逃出之後已經過了幾百年。因此又開始瘋狂的尋找方法回到過去，直到他從納斯德之王處發現了她的蹤跡。
該角色不論外觀、技能、個性、行動都與魔法禁書目錄的一方通行非常相似，因此被玩家戲稱為一方通行。
該角色的韓語聲優，"鄭在憲"也在魔法禁書目錄的韓文版配一方通行，另外亦是KOG工作室另一款遊戲《永恆冒險》中的羅納·伊勢登的聲優。
露希雅菈·R·莎瓦克林(露)/希爾
武器：巨拳(露)、槍刃(希爾)
年齡：露(不詳)/希爾24（0轉）> 26（1轉）> 27（2轉） > 29（3轉）
生日：7月6日/1月20日
血型：未知/AB型
雙人角色
露希雅菈·R·莎瓦克林/露（Luciela R. Sourcream/Lu，루）　聲：（日）井口裕香；（韓）金炫志
真實身份是魔界四大君主之一的“鋼鐵女王”，由於被同伴背叛，失去了所有的力量，同時也被封印了很長的時間。後來解開封印，使用微弱的力量逃到艾里奥斯。由於過度消耗力量，而變成蘿莉的模樣。最後，與希爾簽訂了契約，恢復了希爾的力量，並一起找尋各自的叛徒，奪回自己的權利與地位（後在魔界劇情中遇到同為魔界四大君主的"赤魔王"休提爾巴洛建與"白鬼王"阿耶其爾弗）。
希爾（Ciel，시엘）　聲：（日）杉山紀彰；（韓）金英順
年幼時父母被強盗殺害而露宿街頭，為了生存成為暗黑時期赫赫有名的暗殺者。救起從次元裂縫逃出魔界的露，並細心照料並陪伴著她。某天，覬覦露的魔族殺手出現，因不敵魔族的力量被殺害。在瀕死之際，露恢復所有的記憶並察覺希爾想活下去，於是希爾跟露訂立契約，並讓希爾獲得全新生命重生為半魔族，因露的救命之恩，決定成為露的隨侍，陪在露的身邊，直到露達成目標。
安納·J·泰斯特蘿莎/蘿潔（Anna Testarossa/Rose，로제）　聲：（日）小清水亞美；（韓）李鎔臣
武器：左輪手槍/全自動槍/獵槍/手持砲彈
年齡：19（0轉）> 21（1轉）> 22（2轉）> 24（3轉）
生日：不詳
血型：不詳
畢業於軍校，隨後加入天界的皇家禁衛軍。不久，便增設為保護皇女艾爾娣的「公主庭院」的一員。由於超凡的能力，被賦予了「公主庭院」最強者的稱號——Rose。
由於一條巨大的裂縫撕裂了天界，數以萬計的未知生物開始從縫隙中出現。隨著局勢的不斷惡化，皇女也遭到了攻擊。躲過災難的皇女開始調查這一切的始源，並發現這來自於另一個次元。於是被派遣到艾里奧斯世界，來摧毀災難的源頭。
來自地下城與勇士（DNF）的角色，同時也是艾爾之光第一位可切換四種武器以及擁有四種轉職路線的角色
亞殷傑司·伊斯麥爾/亞殷（Ainchase Ishmael/Ain，아인）　聲：（日）武内駿輔；（韓）金승준
武器：鐘擺/靈擺、投影劍
年齡：不詳（外表年齡21歲）
生日：不詳
血型：不詳
作為女神「伊斯麥爾」的神官，500年前奉命來到艾里奧斯，卻受到艾爾大爆炸的影響無法順利完成使命，混亂中隱約感受到艾爾的氣息，來到了正要展開冒險的艾索德一行人身邊，並表示將幫助大家尋找艾爾結晶。
設定上是故事主線一開始就存在的角色，但除了艾索德以外，其他人不會有關於亞殷的記憶，也因此亞殷的主線故事劇情相較於其他人會有部分差異。
菈比（Laby，라비）　聲：（日）加藤英美里；（韓）張蕊娜
武器：鏡子、拳腳攻擊
年齡：不詳
生日：不詳
血型：不詳
為艾爾之光第一位擁有專屬村莊、專屬副本及專屬史詩的角色。
長期待在黑暗森林，不記得自己在黑暗森林前的記憶，每當想要離開黑暗森林就會被一個神祕的聲音阻止離開，直到艾索德使艾爾幾乎恢復原狀後終於不受神秘聲音的阻饒離開黑暗森林。之後遇到艾爾主宰者中的大地主宰者-貝倫德‧蓋亞，並跟隨其前往艾利亞諾德。菈比這個名稱是蓋亞取名的。
曾表明自己待在黑暗森林時曾經看過三道藍光，之後依據水之主宰者-丹尼弗的推斷，三道藍光按照時間順序分別是納斯德戰爭、艾爾爆炸、艾索德使艾爾復原這三件對艾爾影響巨大的事件產生的影響，而艾爾爆炸為500年前的事，因此菈比的年齡雖然不詳但可以確定大於500歲。
身邊跟隨一個名為迷鏡的鏡子狀物體，迷鏡擁有自我意識並能跟菈比溝通，被菈比取名為妮莎,但其他人無法察覺迷鏡擁有自我意識並能跟菈比溝通。迷鏡真實身分是由菈比的負面情緒分離產生的物體，由於迷鏡吸收了菈比所有的負面感情，所以菈比沒有辦法理解悲傷的感覺。
擁有超強的自癒能力、傷口能迅速癒合，也不會受到能影響到低階魔族的魔氣量的影響。曾說自己對赫尼爾氣息和空間感到熟悉，火之主宰者-羅索推測其是經由赫尼爾通道由魔界進入艾里奧斯的黑暗森林的魔族（這裡的魔族指廣義所有居住在魔界的生物，而非狹義專指具有和使用魔氣的魔族）。
諾亞·伊貝倫(銀月)/諾亞（Noah Ebalon/Noah，노아）　聲：（日）堀江瞬；（韓）李詩雅
武器：鐮刀
年齡：15（0～2轉）> 16（3轉）（第一支線、第三支線、第四支線）/15（0～1轉）> 17（2轉）> 18（三轉）（第二支線）
生日：不詳
血型：不詳
繼菈比之後第二位擁有專屬村莊、專屬副本及專屬史詩的角色。
為銀月艾爾的伊貝倫家後裔，自己的哥哥原為月之主宰者的繼承人，但某一天被人謀殺，因此諾亞對此感到愧疚，甚至在試煉中，記憶錯亂差點自以為是自己殺死了哥哥，通過試煉後，從此為了找到謀殺哥哥的兇手，踏上了復仇之路。
莉緹亞·佩拉/莉緹亞（Lithia Beryl/Lithia，리티아）　聲：（日）田中美海；（韓）金演宇
武器：冰斧
年齡：17（0～2轉）>18（3轉）
生日：不詳
血型：不詳
繼菈比和諾亞之後第三位擁有專屬村莊、專屬副本及專屬史詩的角色。

## 其他媒體

### 艾爾戰紀
《艾爾戰紀》是由中國大陸的諾亞方舟工作室得到KOG授權而製作的手機遊戲。該手遊已於2016年5月12日全球開放下載。

### 動畫
NEXON 在2015年的 G-Star 預覽記者會上宣布《艾爾之光》與另外兩部遊戲作品（《CLOSERS》和《Ar：pieL》）將動畫化，總共12集，每集11分鐘。同月的26日宣布動畫名為《艾爾之光：艾爾聖女》，由 DR MOVIE 製作。2016年12月10日开始播放。2017年11月3日宣布於「Nexon Youtube」頻道播放《艾爾之光》動畫。
劇情
動畫劇情將從艾里奧斯大陸所展開，在充滿生命與力量的泉源─艾爾，發生了大爆炸，讓世界頓時陷入混亂，隨著時光流逝，艾里奧斯雖已漸趨安定但卻再次遭到魔族入侵，綁架了守護艾爾的神女，導致剩餘的艾爾力量也逐漸衰弱，為了重現艾里奧斯的榮景及光明世界，班德王國組織了一隻隊伍艾爾搜查隊，救出神女並重新找回世界的平衡。

### 同名漫畫
作者：하림；繪圖：김은종；中文翻譯：李懿芳；類型：兒童漫畫
| 卷數 | 鶴山文化社     | 鶴山文化社         | 核心出版社     | 核心出版社         | 卷數               | 鶴山文化社    | 鶴山文化社         |
| 卷數 | 發售日期       | ISBN               | 發售日期       | ISBN               | 卷數               | 發售日期      | ISBN               |
| ---- | -------------- | ------------------ | -------------- | ------------------ | ------------------ | ------------- | ------------------ |
| 1    | 2008年3月25日  | ISBN 9788925810287 | 2010年6月9日   | ISBN 9789866503344 | 14                 | 2012年1月25日 | ISBN 9788925878898 |
| 2    | 2008年7月30日  | ISBN 9788925815404 | 2010年10月27日 | ISBN 9789866503382 | 15                 | 2012年4月25日 | ISBN 9788925890326 |
| 3    | 2009年2月25日  | ISBN 9788925826158 | 2010年12月29日 | ISBN 9789867191878 | 16                 | 2012年7月25日 | ISBN 9788925893723 |
| 4    | 2005年5月25日  | ISBN 9788925832241 |                |                    | 17                 | 2012年9月25日 | ISBN 9788925897301 |
| 5    | 2009年8月25日  | ISBN 9788925835624 | 18             | 2012年12月25日     | ISBN 9788925899695 |               |                    |
| 6    | 2010年1月25日  | ISBN 9788925843056 | 19             | 2013年3月25日      | ISBN 9788968312380 |               |                    |
| 7    | 2010年5月10日  | ISBN 9788925847115 | 20             | 2013年7月25日      | ISBN 9788968318443 |               |                    |
| 8    | 2010年7月25日  | ISBN 9788925854465 | 21             | 2013年10月25日     | ISBN 9791155971932 |               |                    |
| 9    | 2010年9月25日  | ISBN 9788925857817 | 22             | 2014年3月25日      | ISBN 9791155977330 |               |                    |
| 10   | 2011年2月25日  | ISBN 9788925860497 | 23             | 2014年8月25日      | ISBN 9791125601685 |               |                    |
| 11   | 2011年4月25日  | ISBN 9788925868677 | 24             | 2015年3月25日      | ISBN 9791125634874 |               |                    |
| 12   | 2011年7月25日  | ISBN 9788925873770 | 25             | 2016年5月25日      | ISBN 9791125648680 |               |                    |
| 13   | 2011年10月25日 | ISBN 9788925878881 | 26             | 2017年1月25日      | ISBN 9791125676249 |               |                    |

### 台灣同名小說
作者：久本治；出版社：春天出版社
| 卷數 | 天使出版社    | 天使出版社         |
| 卷數 | 發售日期      | ISBN               |
| ---- | ------------- | ------------------ |
| 上冊 | 2009年12月3日 | ISBN 9789866688768 |
| 下冊 | 2010年2月2日  | ISBN 9789866688799 |

### 艾爾之光 時間崩壞
作者：NZ；繪圖：문어인간；出版社：鶴山文化社；語言：韓語
《艾爾之光 時間崩壞》（原名：엘소드 타임 트러블）是一部改編電玩劇情並以遊戲角色 ADD 為主角的穿越題材之輕小說。
| 卷數 | 鶴山文化社    | 鶴山文化社         |
| 卷數 | 發售日期      | ISBN               |
| ---- | ------------- | ------------------ |
| 1    | 2015年8月7日  | ISBN 9791125642756 |
| 2    | 2015年10月7日 | ISBN 9791125644729 |
| 3    | 2015年12月7日 | ISBN 9791125647003 |
| 4    | 2016年1月25日 | ISBN 9791125653394 |
| 5    | 2016年5月7日  | ISBN 9791125657781 |
| 6    | 2016年7月7日  | ISBN 9791125660095 |
| 7    | 2016年10月7日 | ISBN 9791125664949 |
| 8    | 2016年12月7日 | ISBN 9791125673125 |

## 外部連結
官方網站
- 韓國官方網站 （页面存档备份，存于）
- （繁體中文）臺灣官方網站 （页面存档备份，存于）
- （简体中文）中國大陸官方網站 （页面存档备份，存于）
- （日語）日本官方網站 （页面存档备份，存于）
- （英文）北美官方網站 （页面存档备份，存于）
- （德文）德國官方網站 （页面存档备份，存于）

遊戲資訊
- （繁體中文）Elwiki 有關於這個主題的wiki在艾爾之光 （页面存档备份，存于）
- （英文）Elwiki 有關於這個主題的wiki在 elseword （页面存档备份，存于）
- Elwiki 有關於這個主題的wiki在엘소드 （页面存档备份，存于）